# Vogler Peak
Der Vogler Peak ist ein 2050 m hoher Berg im ostantarktischen Viktorialand. Er ragt 1,2 km südwestlich des Mount Irvine aus dem Roa Ridge in der Asgard Range des Transantarktischen Gebirges auf.
Das Advisory Committee on Antarctic Names benannte ihn am 23. Dezember 1999 nach Jane Dionne Vogler, Repräsentantin der National Science Foundation auf der McMurdo- und der Amundsen-Scott-Südpolstation.